# Eugenio De Signoribus
Eugenio De Signoribus (né le 11 mars 1947 à Cupra Marittima, dans la province d'Ascoli Piceno dans la région des Marches) est un poète italien.

## Biographie
Lauréat en 2002 d’un prix littéraire décerné par la commune de Castelfiorentino, Eugenio De Signoribus remporte également en 2008 le prix Viareggio pour la poésie avec un recueil de poèmes intitulé Poesie (1976 - 2007) et édité chez Garzanti. Prix C. Betocchi 2019. Voir fiche bio-bibliographique.

## Œuvres
- Case perdute (1976-1985), postface de Giovanni Giudici, Ascoli Piceno, Marka, 1986
- Altre educazioni (1980-1989), Milan, Crocetti, 1991
- Istmi e chiuse  (1989-1995), Venise, Marsilio, 1996
- Principio del giorno (1990-1999), Milan, Garzanti, 2000
  - traduction française de Thierry Gillybœuf, Au commencement du jour, préface de Martin Rueff, Éditions de la Nerthe, 2011
- Memoria del chiuso mondo, Macerata, Quodlibet, 2002
- Ronda dei conversi (1999-2004), Milan, Garzanti, 2005
  - traduction française de Martin Rueff, Ronde des convers, préface d'Yves Bonnefoy, Lagrasse, Verdier, 2007
- Poesie (1976 - 2007), Milan, Garzanti, 2008
- Nessun luogo è elementare, Éditions Alberto Tallone, 2010
- Trinità dell'esodo (2005-2010), Milan, Garzanti, 2011 (textes traduits par J.-Ch. Vegliante dans diverses revues)
- Un manoscritto domestico, Pesaro, Portatori d'acqua, 2022 (prose et poèmes[2])